# Vencedores dos Óscares por ano
Nesta lista estão incluídos os vencedores do Óscar de Melhor Filme, os filmes mais premiados e os vencedores dos Óscares das categorias de realização e representação.

## Categorias
Além do filme mais premiado estão incluídas as seguintes categorias:
- Óscar de Melhor Filme[2]
- Óscar de Melhor Realizador[3]
- Óscar de Melhor Ator[4]
- Óscar de Melhor Atriz[5]
- Óscar de Melhor Ator Secundário[6]
- Óscar de Melhor Atriz Secundária[7]

## Vencedores por ano
| Ano  | Melhor Filme                                                                 | Filme mais premiado | Melhor Realizador                                                 | Melhor Ator                                                    | Melhor Atriz                                            | Melhor Ator Secundário                                | Melhor Atriz Secundária                               |
| ---- | ---------------------------------------------------------------------------- | --- | ----------------------------------------------------------------- | -------------------------------------------------------------- | ------------------------------------------------------- | ----------------------------------------------------- | ----------------------------------------------------- |
| 1929 | Asas 2 William A. Wellman                                                    | Aurora 3 F. W. Murnau 7th Heaven 3 Frank Borzage                                                                              | Frank Borzage 7th Heaven Lewis Milestone (1º) Two Arabian Knights | Emil Jannings A Última Ordem e The Way of All Flesh            | Janet Gaynor Aurora, 7th Heaven e Street Angel          | Categoria não criada                                  | Categoria não criada                                  |
| 1930 | A Melodia da Broadway 1 Harry Beaumont                                       | Nenhum filme obteve mais de um prémio                                                                                         | Frank Lloyd (1º) The Divine Lady                                  | Warner Baxter In Old Arizona                                   | Mary Pickford Coquette                                  | Categoria não criada                                  | Categoria não criada                                  |
| 1931 | A Oeste Nada de Novo 2 Lewis Milestone                                       | A Oeste Nada de Novo 2 Lewis Milestone The Big House 2 George Hill                                                            | Lewis Milestone (2º) A Oeste Nada de Novo                         | George Arliss O Primeiro-Ministro                              | Norma Shearer A Divorciada                              | Categoria não criada                                  | Categoria não criada                                  |
| 1932 | Cimarron 3 Wesley Ruggles                                                    | Cimarron 3 Wesley Ruggles | Norman Taurog Skippy                                              | Lionel Barrymore Uma Alma Livre                                | Marie Dressler Lírio do Lodo                            | Categoria não criada                                  | Categoria não criada                                  |
| 1933 | Grande Hotel 1 Edmund Goulding                                               | Bad Girl 2 Frank Borzage O Meu Campeão 2 King Vidor                                                                           | Frank Borzage Bad Girl                                            | Fredric March O Médico e o Monstro Wallace Beery O Meu Campeão | Helen Hayes (1º) O Pecado de Madelon Claudet            | Categoria não criada                                  | Categoria não criada                                  |
| 1934 | Cavalgada 3 Frank Lloyd                                                      | Cavalgada 3 Frank Lloyd | Frank Lloyd (2º) Cavalgada                                        | Charles Laughton A Vida Privada de Henrique VIII               | Katharine Hepburn (1º) Glória de um dia                 | Categoria não criada                                  | Categoria não criada                                  |
| 1935 | Uma Noite Aconteceu 5 Frank Capra                                            | Uma Noite Aconteceu 5 Frank Capra                                                                                             | Frank Capra (1º) Uma Noite Aconteceu                              | Clark Gable Uma Noite Aconteceu                                | Claudette Colbert (2º) Uma Noite Aconteceu              | Categoria não criada                                  | Categoria não criada                                  |
| 1936 | Revolta na Bounty 1 Frank Lloyd                                              | The Informer 3 John Ford | John Ford (1º) The Informer                                       | Victor McLaglen The Informer                                   | Bette Davis (1º) Dangerous                              | Categoria não criada                                  | Categoria não criada                                  |
| 1937 | O Grande Ziegfeld 3 Robert Z. Leonard                                        | Adversidade 3 Mervyn LeRoy | Frank Capra (2º) Doido com Juízo                                  | Paul Muni A Vida de Pasteur                                    | Luise Rainer (1º) O Grande Ziegfeld                     | Walter Brennan (1º) Pai contra Filho                  | Gale Sondergaard Adversidade                          |
| 1938 | A Vida de Zola 3 William Dieterle                                            | A Vida de Zola 3 William Dieterle                                                                                             | Leo McCarey Com a Verdade Me Enganas                              | Spencer Tracy Lobos do Mar                                     | Luise Rainer (2º) Terra Bendita                         | Joseph Schildkraut A Vida de Zola                     | Alice Brady O Incêndio de Chicago                     |
| 1939 | Não O Levarás Contigo 2 Frank Capra                                          | As Aventuras de Robin Hood 3 Michael Curtiz e William Keighley                                                                | Frank Capra (3º) Não o Levarás Contigo                            | Spencer Tracy Homens de Amanhã                                 | Bette Davis (2º) Jezebel, a insubmissa                  | Walter Brennan (2º) A Última Fronteira                | Fay Bainter Jezebel, a insubmissa                     |
| 1940 | Gone with the Wind 8 Victor Fleming                                          | Gone with the Wind 8 Victor Fleming                                                                                           | Victor Fleming Gone with the Wind                                 | Robert Donat Adeus, Mr. Chips                                  | Vivien Leigh (1º) Gone with the Wind                    | Thomas Mitchell A Cavalgada Heróica                   | Hattie McDaniel Gone with the Wind                    |
| 1941 | Rebecca 2 Alfred Hitchcock                                                   | O Ladrão de Bagdad 3 Michael Powell                                                                                           | John Ford As Vinhas da Ira                                        | James Stewart Casamento Escandaloso                            | Ginger Rogers Kitty, a rapariga da gola branca          | Walter Brennan (3º) A Última Fronteira                | Jane Darwell As Vinhas da Ira                         |
| 1942 | O Vale Era Verde 5 John Ford                                                 | O Vale Era Verde 5 John Ford                                                                                                  | John Ford O Vale Era Verde                                        | Gary Cooper Sargento York                                      | Joan Fontaine Suspeita                                  | Donald Crisp O Vale Era Verde                         | Mary Astor A Grande Mentira                           |
| 1943 | A Família Miniver 6 Leo McCarey                                              | A Família Miniver 6 Leo McCarey                                                                                               | William Wyler (1º) A Família Miniver                              | James Cagney Canção Triunfal                                   | Greer Garson (1º) A Família Miniver                     | Van Heflin Johnny Eager                               | Teresa Wright A Família Miniver                       |
| 1944 | Casablanca 3 Michael Curtiz                                                  | A Canção de Bernadette 4 Henry King                                                                                           | Michael Curtiz Casablanca                                         | Paul Lukas Watch on the Rhine                                  | Jennifer Jones A Canção de Bernadette                   | Charles Coburn Gentes a Mais... Casas a Menos         | Katina Paxinou Por Quem os Sinos Dobram               |
| 1945 | O Bom Pastor 7 Leo McCarey                                                   | O Bom Pastor 7 Leo McCarey | Leo McCarey (3º) O Bom Pastor                                     | Bing Crosby O Bom Pastor                                       | Ingrid Bergman (1º) Meia Luz                            | Barry Fitzgerald O Bom Pastor                         | Ethel Barrymore None But the Lonely Heart             |
| 1946 | Farrapo Humano 4 Billy Wilder                                                | Farrapo Humano 4 Billy Wilder                                                                                                 | Billy Wilder (1º) Farrapo Humano                                  | Ray Milland Farrapo Humano                                     | Joan Crawford Mildred Pierce                            | James Dunn Laços Humanos                              | Anne Revere National Velvet                           |
| 1947 | Os Melhores Anos das Nossas Vidas 7 William Wyler                            | Os Melhores Anos das Nossas Vidas 7 William Wyler                                                                             | William Wyler (2º) Os Melhores Anos das Nossas Vidas              | Fredric March (1º) Os Melhores Anos das Nossas Vidas           | Olivia de Havilland (1º) Lágrimas de Mãe                | Harold Russell Os Melhores Anos das Nossas Vidas      | Anne Baxter O Fio da Navalha                          |
| 1948 | A Luz É para Todos 3 Elia Kazan                                              | A Luz É para Todos 3 Elia Kazan De Ilusão Também Se Vive 3 George Seaton                                                      | Elia Kazan A Luz É para Todos                                     | Ronald Colman Abraço Mortal                                    | Loretta Young A filha do lavrador                       | Edmund Gwenn De Ilusão Também Se Vive                 | Celeste Holm A Luz É para Todos                       |
| 1949 | Hamlet 4 Laurence Olivier                                                    | Hamlet 4 Laurence Olivier | John Huston O Tesouro de Sierra Madre                             | Laurence Olivier Hamlet                                        | Jane Wyman Belinda, a Escrava do Silêncio               | Walter Huston O Tesouro de Sierra Madre               | Claire Trevor Key Largo                               |
| 1950 | A corrupção do poder 3 Robert Rossen                                         | A Herdeira 4 William Wyler | Joseph L. Mankiewicz (1º) A Letter to Three Wives                 | Broderick Crawford A corrupção do poder                        | Olivia de Havilland (2º) A Herdeira                     | Dean Jagger Twelve O'Clock High                       | Mercedes McCambridge A corrupção do poder             |
| 1951 | Eva 6 Fred Zinnemann                                                         | Eva 6 Fred Zinnemann | Joseph L. Mankiewicz (2º) Eva                                     | José Ferrer Cyrano de Bergerac                                 | Judy Holliday A mulher que nasceu ontem                 | George Sanders Eva                                    | Josephine Hull Harvey                                 |
| 1952 | Um Americano em Paris 6 Vincente Minnelli                                    | Um Americano em Paris 6 Vincente Minnelli Um Lugar ao Sol 6 George Stevens                                                    | George Stevens Um Lugar ao Sol                                    | Humphrey Bogart A Rainha Africana                              | Vivien Leigh Um Eléctrico Chamado Desejo                | Karl Malden Um Eléctrico Chamado Desejo               | Kim Hunter Um Eléctrico Chamado Desejo                |
| 1953 | O Maior Espectáculo do Mundo 2 Cecil B. DeMille                              | Assim Estava Escrito 5 Vincente Minnelli                                                                                      | John Ford O Homem Tranquilo                                       | Gary Cooper O comboio apitou três vezes                        | Shirley Booth A Cruz da Minha Vida                      | Anthony Quinn (1º) Viva Zapata!                       | Gloria Grahame Assim Estava Escrito                   |
| 1955 | Até à eternidade 8 Fred Zinnemann                                            | Até à eternidade 8 Fred Zinnemann                                                                                             | Fred Zinnemann Até à eternidade                                   | William Holden Stalag 17                                       | Audrey Hepburn Férias em Roma                           | Frank Sinatra Até à eternidade                        | Donna Reed Até à eternidade                           |
| 1955 | Há Lodo no Cais 8 Elia Kazan                                                 | Há Lodo no Cais 8 Elia Kazan                                                                                                  | Elia Kazan Há Lodo no Cais                                        | Marlon Brando Há Lodo no Cais                                  | Grace Kelly Para Sempre                                 | Edmond O'Brien A Condessa Descalça                    | Eva Marie Saint Há Lodo no Cais                       |
| 1956 | Marty 4 Delbert Mann                                                         | Marty 4 Delbert Mann | Delbert Mann Marty                                                | Ernest Borgnine Marty                                          | Anna Magnani A Rosa Tatuada                             | Jack Lemmon Mister Roberts                            | Jo Van Fleet A Leste do Paraíso                       |
| 1957 | A Volta ao Mundo em 80 Dias 5 Michael Anderson, Kevin McClory e Sidney Smith | A Volta ao Mundo em 80 Dias 5 Michael Anderson, Kevin McClory e Sidney Smith O Rei e Eu 5 Walter Lang                         | George Stevens O Gigante                                          | Yul Brynner O Rei e Eu                                         | Ingrid Bergman (2º) Anastasia                           | Anthony Quinn (2º) Sede de Viver                      | Dorothy Malone Escrito no vento                       |
| 1958 | / A Ponte do Rio Kwai 7 David Lean                                           | / A Ponte do Rio Kwai 7 David Lean                                                                                            | David Lean A Ponte do Rio Kwai                                    | Alec Guinness A Ponte do Rio Kwai                              | Joanne Woodward As três faces de Eva                    | Red Buttons Sayonara                                  | Miyoshi Umeki Sayonara                                |
| 1959 | Gigi 9 Vincente Minnelli                                                     | Gigi 9 Vincente Minnelli | Vincente Minnelli Gigi                                            | David Niven Vidas Separadas                                    | Susan Hayward Quero Viver!                              | Burl Ives Da Terra Nascem os Homens                   | Wendy Hiller (1º) Vidas Separadas                     |
| 1960 | Ben-Hur 11 William Wyler                                                     | Ben-Hur 11 William Wyler | William Wyler (3º) Ben-Hur                                        | Charlton Heston Vidas Separadas                                | Simone Signoret Um lugar na alta roda                   | Hugh Griffith Ben-Hur                                 | Shelley Winters (1º) O Diário de Anne Frank           |
| 1961 | O Apartamento 5 Billy Wilder                                                 | O Apartamento 5 Billy Wilder                                                                                                  | Billy Wilder O Apartamento                                        | Burt Lancaster Elmer Gantry                                    | Elizabeth Taylor (1º) O Número do Amor                  | Peter Ustinov (1º) Spartacus                          | Shirley Jones Elmer Gantry                            |
| 1962 | West Side Story 10 Jerome Robbins e Robert Wise                              | West Side Story 10 Jerome Robbins e Robert Wise                                                                               | Jerome Robbins e Robert Wise West Side Story                      | Maximilian Schell Judgment at Nuremberg                        | Sophia Loren Duas Mulheres                              | George Chakiris West Side Story                       | Rita Moreno West Side Story                           |
| 1963 | Lawrence da Arábia 7 David Lean                                              | Lawrence da Arábia 7 David Lean                                                                                               | David Lean Lawrence da Arábia                                     | Gregory Peck Na sombra e no silêncio                           | Anne Bancroft O Milagre de Anne Sullivan                | Ed Begley Corações na Penumbra                        | Patty Duke O Milagre de Anne Sullivan                 |
| 1964 | Tom Jones 4 Tony Richardson                                                  | Tom Jones 4 Robert Wise Cleopatra 4 Joseph L. Mankiewicz                                                                      | Tony Richardson Tom Jones                                         | Sidney Poitier Os Lírios do Campo                              | Patricia Neal O mais selvagem entre mil                 | Melvyn Douglas O mais selvagem entre mil              | Margaret Rutherford The V.I.P.s                       |
| 1965 | My Fair Lady 8 George Cukor                                                  | My Fair Lady 8 George Cukor                                                                                                   | George Cukor My Fair Lady                                         | Rex Harrison My Fair Lady                                      | Julie Andrews Mary Poppins                              | Peter Ustinov (2º) Topkapi                            | Lila Kedrova Zorba, o Grego                           |
| 1966 | Música no Coração 5 Robert Wise                                              | Música no Coração 5 Robert Wise Doutor Jivago 5 David Lean                                                                    | Robert Wise Música no Coração                                     | Lee Marvin A Mulher Felina                                     | Julie Christie Darling                                  | Martin Balsam A Thousand Clowns                       | Shelley Winters (2º) Uma Réstea de Azul               |
| 1967 | Um homem para a eternidade 6 Norman Jewison                                  | Um homem para a eternidade 6 Norman Jewison                                                                                   | Fred Zinnemann Um homem para a eternidade                         | Paul Scofield Um homem para a eternidade                       | Elizabeth Taylor (2º) Quem Tem Medo de Virgínia Woolf?  | Walter Matthau Como Ganhar um Milhão                  | Sandy Dennis Quem Tem Medo de Virgínia Woolf?         |
| 1968 | No Calor da Noite 5 Norman Jewison                                           | No Calor da Noite 5 Norman Jewison                                                                                            | Mike Nichols A Primeira Noite                                     | Rod Steiger No Calor da Noite                                  | Katharine Hepburn (2º) Adivinha Quem Vem Jantar         | George Kennedy O Presidiário                          | Estelle Parsons Bonnie e Clyde                        |
| 1969 | Oliver! 6 Carol Reed                                                         | Oliver! 6 Carol Reed | Carol Reed Oliver!                                                | Cliff Robertson Os Dois Mundos de Charly                       | Katharine Hepburn (3º) O Leão no Inverno                | Jack Albertson O Assunto Era Rosas                    | Ruth Gordon Rosemary's Baby                           |
| 1970 | O cowboy da meia-noite 3 John Schlesinger                                    | Dois homens e um destino 4 George Roy Hill                                                                                    | John Schlesinger O cowboy da meia-noite                           | John Wayne Velha Raposa                                        | Maggie Smith (1º) Quando a Primavera Acaba              | Gig Young Os cavalos também se abatem                 | Goldie Hawn A flor do cato                            |
| 1971 | Patton 7 Franklin J. Schaffner                                               | Patton 7 Franklin J. Schaffner                                                                                                | Franklin J. Schaffner Patton                                      | George C. Scott Patton                                         | Glenda Jackson (1º) Mulheres Apaixonadas                | John Mills A filha de Ryan                            | Helen Hayes Aeroporto                                 |
| 1972 | Os Incorruptíveis contra a Droga 5 William Friedkin                          | Os Incorruptíveis contra a Droga 5 William Friedkin                                                                           | William Friedkin Os Incorruptíveis contra a Droga                 | Gene Hackman Os Incorruptíveis contra a Droga                  | Jane Fonda (1º) Klute                                   | Ben Johnson A Última Sessão                           | Cloris Leachman A Última Sessão                       |
| 1973 | O Padrinho 3 Francis Ford Coppola                                            | Cabaret 8 Bob Fosse | Bob Fosse Cabaret                                                 | Marlon Brando O Padrinho                                       | Liza Minnelli Cabaret                                   | Joel Grey Cabaret                                     | Eileen Heckart Só as Borboletas São Livres            |
| 1974 | A Golpada 7 George Roy Hill                                                  | A Golpada 7 George Roy Hill                                                                                                   | George Roy Hill (1º) A Golpada                                    | Jack Lemmon Sonhos do Passado                                  | Glenda Jackson (2º) Um Toque de Distinção               | John Houseman The Paper Chase                         | Tatum O'Neal Lua de Papel                             |
| 1975 | O Padrinho: Parte II 6 Francis Ford Coppola                                  | O Padrinho: Parte II 6 Francis Ford Coppola                                                                                   | Francis Ford Coppola (1º) O Padrinho: Parte II                    | Art Carney Harry e Tonto                                       | Ellen Burstyn Alice Já Não Mora Aqui                    | Robert De Niro O Padrinho: Parte II                   | Ingrid Bergman Um Crime no Expresso do Oriente (1974) |
| 1976 | Voando sobre um ninho de cucos 5 Milos Forman                                | Voando sobre um ninho de cucos 5 Milos Forman                                                                                 | Milos Forman (1º) Voando sobre um ninho de cucos                  | Jack Nicholson (1º) Voando sobre um ninho de cucos             | Louise Fletcher Voando sobre um ninho de cucos          | George Burns Uma Parelha de Chatos                    | Lee Grant Shampoo                                     |
| 1977 | Rocky 3 John G. Avildsen                                                     | Os Homens do Presidente 4 Alan J. Pakula Escândalo na TV 4 Sidney Lumet                                                       | John G. Avildsen Rocky                                            | Peter Finch Escândalo na TV                                    | Faye Dunaway Escândalo na TV                            | Jason Robards (1º) Os Homens do Presidente            | Beatrice Straight Escândalo na TV                     |
| 1978 | Annie Hall 3 Woody Allen                                                     | Star Wars Episódio IV: Uma Nova Esperança 7 George Lucas                                                                      | Woody Allen Annie Hall                                            | Richard Dreyfuss Não Há Dois, Sem Três...                      | Diane Keaton Annie Hall                                 | Jason Robards (2º) Júlia                              | Vanessa Redgrave Júlia                                |
| 1979 | O Caçador 5 Michael Cimino                                                   | O Caçador 5 Michael Cimino | Michael Cimino O Caçador                                          | Jon Voight O regresso dos heróis                               | Jane Fonda (2º) O regresso dos heróis                   | Christopher Walken O Caçador                          | Maggie Smith California Suite                         |
| 1980 | Kramer contra Kramer 5 Robert Benton                                         | Kramer contra Kramer 5 Robert Benton                                                                                          | Robert Benton Kramer contra Kramer                                | Dustin Hoffman (1º) Kramer contra Kramer                       | Sally Field (1º) Norma Rae                              | Melvyn Douglas Bem-vindo Mr. Chance                   | Meryl Streep Kramer contra Kramer                     |
| 1981 | Gente Vulgar 4 Robert Redford                                                | Gente Vulgar 4 Robert Redford                                                                                                 | Robert Redford Gente Vulgar                                       | Robert De Niro Touro Enraivecido                               | Sissy Spacek A Filha do Mineiro                         | Timothy Hutton Gente Vulgar                           | Mary Steenburgen Melvin e Howard                      |
| 1982 | Momentos de Glória 4 Hugh Hudson                                             | Momentos de Glória 4 Hugh Hudson Indiana Jones e os Salteadores da Arca Perdida 4 Steven Spielberg                            | Warren Beatty Reds                                                | Henry Fonda A Casa do Lago                                     | Katharine Hepburn (4º) A Casa do Lago                   | John Gielgud Arthur, o alegre conquistador            | Maureen Stapleton Reds                                |
| 1983 | Gandhi 8 Richard Attenborough                                                | Gandhi 8 Richard Attenborough                                                                                                 | Richard Attenborough Gandhi                                       | Ben Kingsley Gandhi                                            | Meryl Streep (1º) A Escolha de Sofia                    | Louis Gossett Jr. Oficial e Cavalheiro                | Jessica Lange Tootsie                                 |
| 1984 | Laços de Ternura 5 James L. Brooks                                           | Laços de Ternura 5 James L. Brooks                                                                                            | James L. Brooks (1º) Laços de Ternura                             | Robert Duvall Amor e Compaixão                                 | Shirley MacLaine Laços de Ternura                       | Jack Nicholson Laços de Ternura                       | Linda Hunt O Ano de Todos os Perigos                  |
| 1985 | Amadeus 8 Milos Forman                                                       | Amadeus 8 Milos Forman | Milos Forman (2º) Amadeus                                         | F. Murray Abraham Amadeus                                      | Sally Field (2º) Um lugar no coração                    | Haing S. Ngor Terra Sangrenta                         | Peggy Ashcroft Passagem para a Índia                  |
| 1986 | África Minha 7 Sydney Pollack                                                | África Minha 7 Sydney Pollack                                                                                                 | Sydney Pollack África Minha                                       | William Hurt O Beijo da Mulher-Aranha                          | Geraldine Page Regresso a Bountiful                     | Don Ameche Cocoon - A Aventura dos Corais Perdidos    | Anjelica Huston A Honra dos Padrinhos                 |
| 1987 | Platoon - Os Bravos do Pelotão 9 Oliver Stone                                | Platoon - Os Bravos do Pelotão 9 Oliver Stone                                                                                 | Oliver Stone (1º) Platoon - Os Bravos do Pelotão                  | Paul Newman A Cor do Dinheiro                                  | Marlee Matlin Children of a Lesser God                  | Michael Caine (1º) Ana e as suas irmãs                | Dianne Wiest Ana e as suas irmãs                      |
| 1988 | O Último Imperador 9 Bernardo Bertolucci                                     | O Último Imperador 9 Bernardo Bertolucci                                                                                      | Bernardo Bertolucci O Último Imperador                            | Michael Douglas Wall Street                                    | Cher O Feitiço da Lua                                   | Sean Connery Os Intocáveis                            | Olympia Dukakis O Feitiço da Lua                      |
| 1989 | Rain Man - Encontro de Irmãos 4 Barry Levinson                               | Rain Man - Encontro de Irmãos 4 Barry Levinson Quem tramou Roger Rabbit? 4 Robert Zemeckis                                    | Barry Levinson Rain Man - Encontro de Irmãos                      | Dustin Hoffman (2º) Rain Man - Encontro de Irmãos              | Jodie Foster (1º) Os Acusados                           | Kevin Kline Um Peixe Chamado Wanda                    | Geena Davis The Accidental Tourist                    |
| 1990 | Miss Daisy 7 Bruce Beresford                                                 | Miss Daisy 7 Bruce Beresford                                                                                                  | Oliver Stone (2º) Nascido a 4 de Julho                            | Daniel Day-Lewis (1º) O meu pé esquerdo                        | Jessica Tandy Miss Daisy                                | Denzel Washington Tempo de Glória                     | Brenda Fricker O meu pé esquerdo                      |
| 1991 | Dança com Lobos 7 Kevin Costner                                              | Dança com Lobos 7 Kevin Costner                                                                                               | Kevin Costner Dança com Lobos                                     | Jeremy Irons Os Reveses da Fortuna                             | Kathy Bates O Capítulo Final                            | Joe Pesci Tudo Bons Rapazes                           | Whoopi Goldberg O Espírito do Amor                    |
| 1992 | O Silêncio dos Inocentes 5 Jonathan Demme                                    | O Silêncio dos Inocentes 5 Jonathan Demme                                                                                     | Jonathan Demme O Silêncio dos Inocentes                           | Anthony Hopkins (1º) O Silêncio dos Inocentes                  | Jodie Foster (2º) O Silêncio dos Inocentes              | Jack Palance A Vida, o Amor... e as Vacas             | Mercedes Ruehl O Rei Pescador                         |
| 1993 | Imperdoável 4 Clint Eastwood                                                 | Imperdoável 4 Clint Eastwood                                                                                                  | Clint Eastwood (1º) Imperdoável                                   | Al Pacino Perfume de Mulher                                    | Emma Thompson Regresso a Howards End                    | Gene Hackman Imperdoável                              | Marisa Tomei O Meu Primo Vinny                        |
| 1994 | A Lista de Schindler 7 Steven Spielberg                                      | A Lista de Schindler 7 Steven Spielberg                                                                                       | Steven Spielberg (1º) A Lista de Schindler                        | Tom Hanks (1º) Filadélfia                                      | Holly Hunter O Piano                                    | Tommy Lee Jones O Fugitivo                            | Anna Paquin O Piano                                   |
| 1995 | Forrest Gump 6 Robert Zemeckis                                               | Forrest Gump 6 Robert Zemeckis                                                                                                | Robert Zemeckis Forrest Gump                                      | Tom Hanks (2º) Forrest Gump                                    | Jessica Lange Céu Azul                                  | Martin Landau Ed Wood                                 | Dianne Wiest (2º) Balas sobre a Broadway              |
| 1996 | Braveheart 5 Mel Gibson                                                      | Braveheart 5 Mel Gibson | Mel Gibson Braveheart                                             | Nicolas Cage Morrer em Las Vegas                               | Susan Sarandon A última caminhada                       | Kevin Spacey Os Suspeitos do Costume                  | Mira Sorvino Poderosa Afrodite                        |
| 1997 | O Paciente Inglês 9 Anthony Minghella                                        | O Paciente Inglês 9 Anthony Minghella                                                                                         | Anthony Minghella O Paciente Inglês                               | Geoffrey Rush Shine – Simplesmente genial                      | Frances McDormand Fargo                                 | Cuba Gooding, Jr. Jerry Maguire                       | Juliette Binoche O Paciente Inglês                    |
| 1998 | Titanic 11 James Cameron                                                     | Titanic 11 James Cameron | James Cameron Titanic                                             | Jack Nicholson Melhor É Impossível                             | Helen Hunt Melhor É Impossível                          | Robin Williams O Bom Rebelde                          | Kim Basinger Los Angeles Confidencial                 |
| 1999 | Shakespeare in Love 7 John Madden                                            | Shakespeare in Love 7 John Madden                                                                                             | Steven Spielberg (2º) O Resgate do Soldado Ryan                   | Roberto Benigni A Vida É Bela                                  | Gwyneth Paltrow Shakespeare in Love                     | James Coburn Confrontação                             | Judi Dench A Paixão de Shakespeare                    |
| 2000 | Beleza Americana 5 Sam Mendes                                                | Beleza Americana 5 Sam Mendes                                                                                                 | Sam Mendes Beleza Americana                                       | Kevin Spacey Beleza Americana                                  | Hilary Swank (1º) Os Rapazes Não Choram                 | Michael Caine (2º) Regras da Casa                     | Angelina Jolie Vida Interrompida                      |
| 2001 | Gladiador 5 Ridley Scott                                                     | Gladiador 5 Ridley Scott | Steven Soderbergh Traffic - Ninguém sai ileso                     | Russell Crowe Gladiador                                        | Julia Roberts Erin Brockovich                           | Benicio del Toro Traffic - Ninguém sai ileso          | Marcia Gay Harden Pollock                             |
| 2002 | Uma Mente Brilhante 4 Ron Howard                                             | Uma Mente Brilhante 4 Ron Howard O Senhor dos Anéis: a Irmandade do Anel 4 Peter Jackson                                      | Ron Howard Uma Mente Brilhante                                    | Denzel Washington Dia de Treino                                | Halle Berry Monster's Ball - Depois do Ódio             | Jim Broadbent Iris                                    | Jennifer Connelly Uma Mente Brilhante                 |
| 2003 | Chicago 6 Rob Marshall                                                       | Chicago 6 Rob Marshall | Roman Polanski O Pianista                                         | Adrien Brody O Pianista                                        | Nicole Kidman As Horas                                  | Chris Cooper Inadaptado                               | Catherine Zeta-Jones Chicago                          |
| 2004 | O Senhor dos Anéis: o Regresso do Rei 11 Peter Jackson                       | O Senhor dos Anéis: o Regresso do Rei 11 Peter Jackson                                                                        | Peter Jackson O Senhor dos Anéis: o Regresso do Rei               | Sean Penn (1º) Mystic River                                    | Charlize Theron Monstro                                 | Tim Robbins Mystic River                              | Renée Zellweger Cold Mountain                         |
| 2005 | Million Dollar Baby 4 Clint Eastwood                                         | O Aviador 5 Martin Scorsese                                                                                                   | Clint Eastwood (2º) Million Dollar Baby                           | Jamie Foxx Ray                                                 | Hilary Swank (2º) Million Dollar Baby                   | Morgan Freeman Million Dollar Baby                    | Cate Blanchett O Aviador                              |
| 2006 | Crash 3 Paul Haggis                                                          | Crash 3 Paul Haggis O Segredo de Brokeback Mountain 3 Ang Lee King Kong 3 Peter Jackson Memórias de uma Gueixa 3 Rob Marshall | Ang Lee (1º) O Segredo de Brokeback Mountain                      | Philip Seymour Hoffman Capote                                  | Reese Witherspoon Walk the Line                         | George Clooney Syriana                                | Rachel Weisz The Constant Gardener                    |
| 2007 | The Departed 4 Martin Scorsese                                               | The Departed 4 Martin Scorsese                                                                                                | Martin Scorsese Entre Inimigos                                    | Forest Whitaker O Último Rei da Escócia                        | Helen Mirren A Rainha                                   | Alan Arkin Uma Família à Beira de um Ataque de Nervos | Jennifer Hudson Dreamgirls                            |
| 2008 | Este País não é para Velhos 4 Joel Coen e Ethan Coen                         | Este País não é para Velhos 4 Joel Coen e Ethan Coen                                                                          | Joel Coen e Ethan Coen Este País não é para Velhos                | Daniel Day-Lewis (2º) Haverá sangue                            | Marion Cotillard La Vie en Rose                         | Javier Bardem Este País não é para Velhos             | Tilda Swinton Michael Clayton                         |
| 2009 | Quem Quer Ser Bilionário? 8 Danny Boyle                                      | Quem Quer Ser Bilionário? 8 Danny Boyle                                                                                       | Danny Boyle Quem Quer Ser Bilionário?                             | Sean Penn (2º) Milk                                            | Kate Winslet O Leitor                                   | Heath Ledger O Cavaleiro das Trevas                   | Penélope Cruz Vicky Cristina Barcelona                |
| 2010 | Estado de Guerra 6 Kathryn Bigelow                                           | Estado de Guerra 6 Kathryn Bigelow                                                                                            | Kathryn Bigelow Estado de Guerra                                  | Jeff Bridges Coração Louco                                     | Sandra Bullock Um Sonho Possível                        | Christoph Waltz (1º) Sacanas Sem Lei                  | Mo'Nique Precious                                     |
| 2011 | O Discurso do Rei 4 Tom Hooper                                               | O Discurso do Rei 4 Tom Hooper A Origem 4 Christopher Nolan                                                                   | Tom Hooper O Discurso do Rei                                      | Colin Firth O Discurso do Rei                                  | Natalie Portman Cisne Negro                             | Christian Bale The Fighter                            | Melissa Leo The Fighter                               |
| 2012 | O Artista 7 Michel Hazanavicius                                              | O Artista 7 Michel Hazanavicius                                                                                               | Michel Hazanavicius O Artista                                     | Jean Dujardin O Artista                                        | Meryl Streep (2º) A Dama de Ferro                       | Christopher Plummer Assim é o Amor                    | Octavia Spencer As Serviçais                          |
| 2013 | Argo 3 Ben Affleck                                                           | A Vida de Pi 4 Ang Lee | Ang Lee (2º) A Vida de Pi                                         | Daniel Day-Lewis (3º) Lincoln                                  | Jennifer Lawrence Guia para um Final Feliz              | Christoph Waltz (2º) Django Libertado                 | Anne Hathaway Os Miseráveis                           |
| 2014 | 12 Anos Escravo 3 Steve McQueen                                              | Gravidade 7 Alfonso Cuarón | Alfonso Cuarón (1º) Gravidade                                     | Matthew McConaughey Clube de Dallas                            | Cate Blanchett Blue Jasmine                             | Jared Leto Clube de Dallas                            | Lupita Nyong'o 12 Anos Escravo                        |
| 2015 | Birdman 4 Alejandro González                                                 | Birdman 4 Alejandro González Grand Budapest Hotel 4 Wes Anderson                                                              | Alejandro González (1º) Birdman                                   | Eddie Redmayne A Teoria de Tudo                                | Julianne Moore Still Alice                              | J. K. Simmons Whiplash                                | Patricia Arquette Boyhood                             |
| 2016 | Spotlight 2 Tom McCarthy                                                     | Mad Max: Estrada da Fúria 6 George Miller                                                                                     | Alejandro González (2º) O Renascido                               | Leonardo DiCaprio O Renascido                                  | Brie Larson Quarto                                      | Mark Rylance A Ponte dos Espiões                      | Alicia Vikander A Rapariga Dinamarquesa               |
| 2017 | Moonlight 3 Barry Jenkins                                                    | La La Land 6 Damien Chazelle                                                                                                  | Damien Chazelle La La Land                                        | Casey Affleck Manchester by the Sea                            | Emma Stone La La Land                                   | Mahershala Ali (1º) Moonlight                         | Viola Davis Vedações                                  |
| 2018 | A Forma da Água 4 Guillermo del Toro                                         | A Forma da Água 4 Guillermo del Toro                                                                                          | Guillermo del Toro A Forma da Água                                | Gary Oldman A Hora Mais Negra                                  | Frances McDormand (2º) Três Cartazes à Beira da Estrada | Sam Rockwell Três Cartazes à Beira da Estrada         | Allison Janney Eu, Tonya                              |
| 2019 | Green Book 3 Peter Farrelly                                                  | Bohemian Rhapsody 4 Bryan Singer Dexter Fletcher                                                                              | Alfonso Cuarón (2º) Roma                                          | Rami Malek Bohemian Rhapsody                                   | Olivia Colman A Favorita                                | Mahershala Ali (2º) Green Book                        | Regina King Se Esta Rua Falasse                       |
| 2020 | Parasitas 4 Bong Joon-ho                                                     | Parasitas 4 Bong Joon-ho | Bong Joon-ho Parasitas                                            | Joaquin Phoenix Joker                                          | Renée Zellweger Judy                                    | Brad Pitt Era Uma Vez Em... Hollywood                 | Laura Dern Marriage Story                             |
| 2021 | Nomadland 3 Chloé Zhao                                                       | Nomadland 3 Chloé Zhao | Chloé Zhao Nomadland                                              | Anthony Hopkins (2º) O Pai                                     | Frances McDormand (3º) Nomadland                        | Daniel Kaluuya Judas e o Messias Negro                | Youn Yuh-jung Minari                                  |
| 2022 | CODA 3 Sian Heder                                                            | Duna 6 Denis Villeneuve | Jane Campion O Poder do Cão                                       | Will Smith King Richard                                        | Jessica Chastain Os Olhos de Tammy Faye                 | Troy Kotsur CODA                                      | Ariana DeBose West Side Story                         |
| 2023 | Tudo em Todo o Lado ao Mesmo Tempo 7 Daniel Kwan e Daniel Schienert          | Tudo em Todo o Lado ao Mesmo Tempo 7 Daniel Kwan e Daniel Schienert                                                           | Daniel Kwan e Daniel Schienert Tudo em Todo o Lado ao Mesmo Tempo | Brendan Fraser A Baleia                                        | Michelle Yeoh Tudo em Todo o Lado ao Mesmo Tempo        | Ke Huy Quan Tudo em Todo o Lado ao Mesmo Tempo        | Jamie Lee Curtis Tudo em Todo o Lado ao Mesmo Tempo   |
| 2024 | Oppenheimer 7 Christopher Nolan                                              | Oppenheimer 7 Christopher Nolan                                                                                               | Christopher Nolan Oppenheimer                                     | Cillian Murphy Oppenheimer                                     | Emma Stone 2 Pobres Criaturas                           | Robert Downey Jr. Oppenheimer                         | Da'Vine Joy Randolph Os Excluídos                     |
| 2025 | Anora 5 Sean Baker                                                           | Anora 5 Sean Baker | Sean Baker Anora                                                  | Adrien Brody 2 O Brutalista                                    | Mikey Madison Anora                                     | Kieran Culkin A Verdadeira Dor                        | Zoe Saldaña Emilia Pérez                              |

Legenda
- A 1.ª coluna reporta-se ao ano da cerimónia e não ao da estreia do filme. Por exemplo a cerimónia dos Óscares realizada em 4 de Março de 2018 premiou os filmes estreados em 2017.
- A 2.ª e 3.ª colunas incluem os filmes premiados acompanhados dos respectivos realizadores. Os números cardinais referem-se ao total de Óscares conquistados por cada filme.
- As restantes colunas incluem os realizadores e actores premiados acompanhados dos respectivos filmes em que se distinguiram. Os números ordinais referem-se a conquistas múltiplas na mesma categoria (1º, 2º, 3º ou 4º Óscar).